# Bremanger
Bremanger ist eine Kommune im norwegischen Fylke Vestland. Die Kommune hat 3361 Einwohner (Stand: 1. Januar 2025). Verwaltungssitz ist die Ortschaft Svelgen.

## Geografie
Bremanger liegt im Norden des Fylkes Vestland in einer Fjordlandschaft an der norwegischen Westküste. Die Kommune umfasst sowohl ein Gebiet auf dem norwegischen Festland als auch mehrere Inseln im Westen. Die größten Inseln sind Bremangerlandet (153 km²), Rugsundøy (10,7 km²) und Frøya (17,5 km²). Die Nordgrenze zu den Kommunen Kinn und Stad verläuft vollständig im Nordfjord und dessen Mündungsarm Fåfjord. Zur Kommune Kinn, die durch Bremanger in zwei nicht zusammenhängende Teile aufgespalten wird, besteht zudem im Süden eine längere, auf dem Land verlaufende Grenze. Im Osten grenzt Bremanger an Gloppen.
Auf dem Festland gehen mehrere Berge, die Höhen von über 1000 moh. erreichen, in das Gebiet der Kommune ein. Die höchste Erhebung der Kommune Bremanger liegt nahe der Ostgrenze und hat eine Höhe von 1670,26 moh. An der Ostküste der Insel Bremangerlandet befindet sich der Berg Hornelen. Er bildet eine rund 860 moh. hohe Klippe. Im Osten und Südosten der Kommune befinden sich mehrere Gletscher, unter anderem der Ålfotbreen. Die Gletscher liegen auf vergleichsweise niedrigen Höhen, was auf die hohen Niederschlagsmengen in dieser Region zurückzuführen ist.
Die Gesamtfläche der Kommune beträgt 833,12 km², wobei Binnengewässer zusammen 46,69 km² ausmachen.

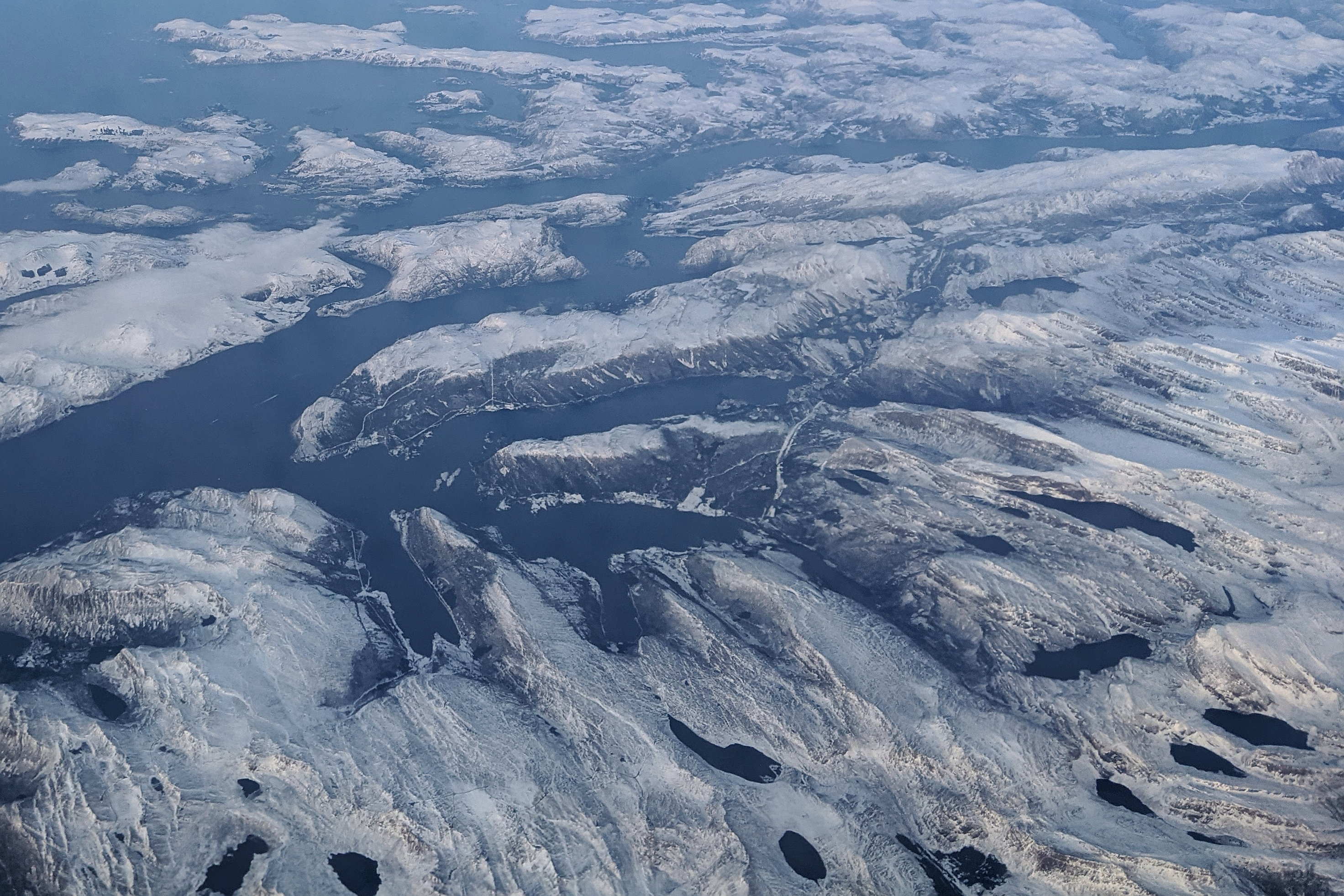
Luftbild von Bremanger
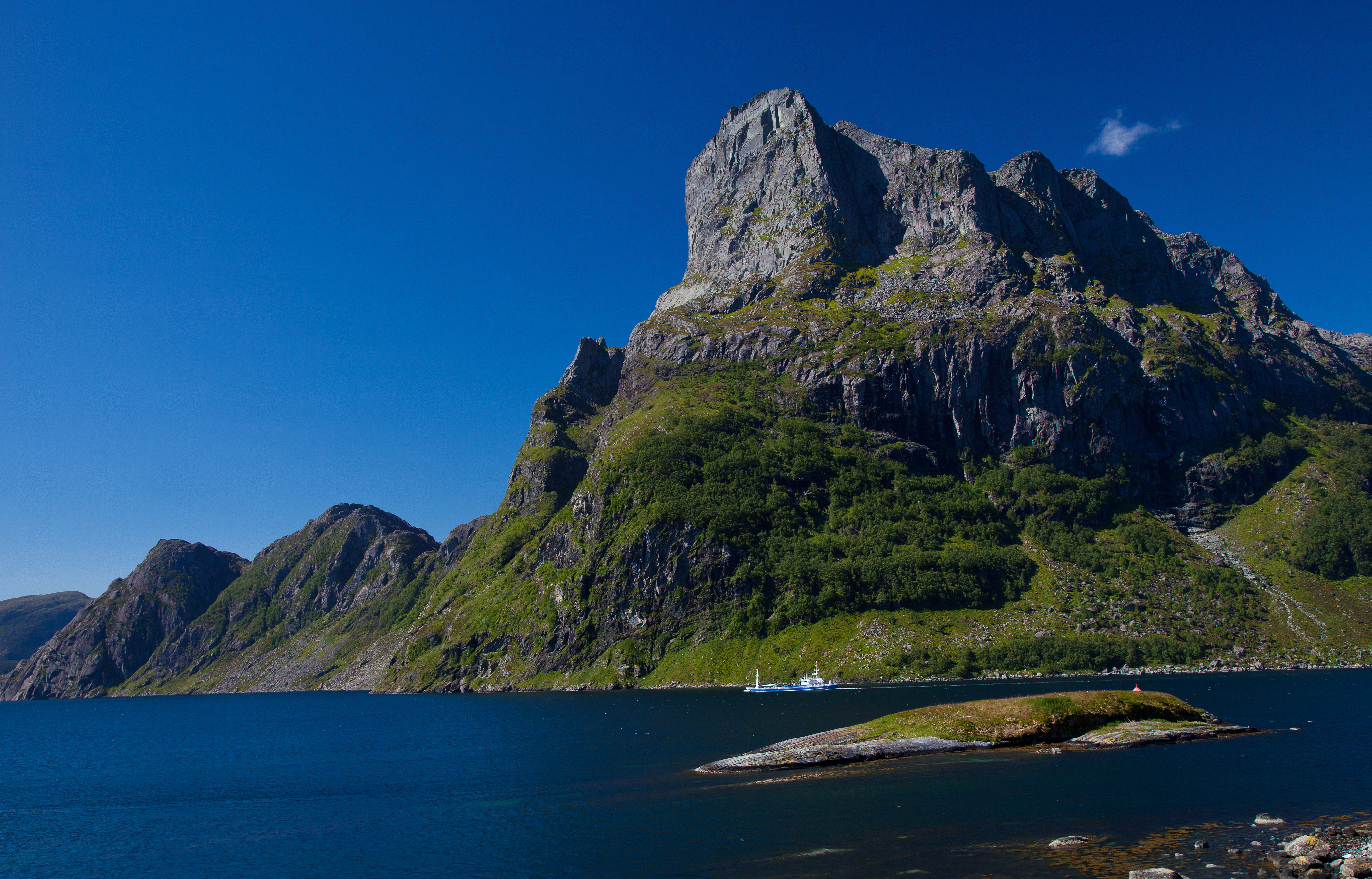
Klippe am Hornelen

## Einwohner
Die dichteste Besiedlung liegt entlang des Fjords Gulen vor. An dessen inneren Ende liegt auch das Verwaltungszentrum Svelgen. In der Kommune liegen zwei sogenannte Tettsteder, also zwei Ansiedlungen, die für statistische Zwecke als eine städtische Siedlung gewertet werden. Diese sind Svelgen mit 1106 und Kalvåg mit 401 Einwohnern (Stand: 1. Januar 2024).
Die Einwohner der Kommune werden Bremangar oder Bremanger genannt. Offizielle Schriftsprache ist wie in vielen Kommunen in Vestland Nynorsk, die weniger weit verbreitete der beiden norwegischen Sprachformen.
| Jahr          | 1986 | 1990 | 1995 | 2000 | 2005 | 2010 | 2015 | 2020 | 2025 |
| ------------- | ---- | ---- | ---- | ---- | ---- | ---- | ---- | ---- | ---- |
| Einwohnerzahl | 4802 | 4568 | 4326 | 4170 | 4031 | 3908 | 3890 | 3629 | 3361 |

## Geschichte
Beim Hof Vingen befinden sich Felsritzungen, die sich aus über 2000 Figuren zusammensetzen. Die Kirche in Ålfoten wurde im Jahr 1678 erbaut.
Die Kommune Bremanger entstand zum 1. Januar 1866, als sie von Kinn abgespalten wurde. Während Kinn mit 4679 Einwohnern verblieb, hatte Bremanger bei seiner Gründung 1852 Einwohner. Zum 1. Januar 1964 ging ein Gebiet mit neun Einwohnern an die Kommune Flora über. Ein Jahr später ging ein Teil der Kommune Davik mit 1567 Einwohnern in Bremanger auf. Vor der Eingemeindung hatte die Kommune Bremanger 4033 Einwohner. Bis zum 31. Dezember 2019 gehörte Bremanger dem damaligen Fylke Sogn og Fjordane an. Dieses ging im Zuge der Regionalreform in Norwegen in das zum 1. Januar 2020 neu geschaffene Fylke Vestland über.
Im April 2025 führten laut dem norwegischen Innenlandsnachrichtendienst (PST) pro-russische Hacker einen Cyberangriff durch, bei dem sie ein Schleusentor des Staudamms am Risevatnet öffneten und vier Stunden lang rund 500 Liter Wasser pro Sekunde abfließen ließen.

## Wirtschaft und Infrastruktur

### Verkehr
Aus dem Süden führt vom durch die Nachbarkommune Kinn verlaufenden Riksvei 5 der Fylkesvei 614 in die Kommune. Nordöstlich von Svelgen zweigt der Fylkesvei 616 von Fylkesvei 614 ab. Die Straße führt über mehrere Kilometer durch den Bortnetunnel und von dort weiter über mehrere Brücken und Tunnel auf die Inseln Rugsundøy, Bremangerlandet und Frøya. Zudem bestehen mehrere Fährrouten.

### Wirtschaft
Für die lokale Wirtschaft ist die Industrie von größerer Bedeutung. In Svelgen befindet sich seit 1928 eine Produktionsstätte des Industriekonzerns Elkem. Im Bereich der Landwirtschaft ist vor allem die Haltung von Rindern und Schafen verbreitet. Zudem ist die Fischerei und die darauf basierende Lebensmittelindustrie von wirtschaftlicher Bedeutung.
In der Kommune befinden sich mehrere größere Wasserkraftwerke, die von den hohen Niederschlagsmengen profitieren. Das größte ist mit einer jährlichen Durchschnittsproduktion von rund 387 GWh in den Jahren 1991 bis 2020 das Kraftwerk Åskåra 1. Das Kraftwerk wurde im Jahr 1970 in Betrieb genommen und nutzt eine Fallhöhe von etwa 660 Metern aus. Das 1973 in Betrieb genommene Kraftwerk Svelgen IV hatte im selben Zeitraum eine Durchschnittsproduktion von rund 291 GWh. Dort liegt eine Fallhöhe von zirka 360 Metern vor. Das drittgrößte Wasserkraftwerk in der Kommune ist Svelgen II aus dem Jahr 1958. Mit einer Fallhöhe von rund 480 Metern werden jährlich im Durchschnitt 228 GWh produziert. Neben den Wasserkraftwerken befindet sich seit 2019 auch der Windpark Hennøy in der Kommune.
Im Jahr 2021 arbeiteten von rund 1680 Arbeitstätigen etwa 1320 in Bremanger selbst. Rund 120 Personen pendelten in die Nachbarkommune Kinn.

## Name
Der Gemeindename leitet sich vom altnordischen Namen Brimangr ab, der sich aus den Bestandteilen brim und angr zusammensetzt.

## Persönlichkeiten
- Nikolai Astrup (1880–1928), Maler
- Olve Grotle (* 1964), Politiker
- Heidi Grande Røys (* 1967), Politikerin
- Erling Sande (* 1978), Politiker